# Amantis fumosana
Amantis fumosana är en bönsyrseart som beskrevs av Giglio-Tos 1915. Amantis fumosana ingår i släktet Amantis och familjen Mantidae.